# Прокопчук, Андрей Яковлевич
Андрей Яковлевич Прокопчук (16 июля 1896, деревня Чемери, Слонимский район, Гродненская область — 13 апреля 1970) — советский дерматовенеролог. Академик Национальной академии наук Беларуси (1940; член-корреспондент с 1936), доктор медицинских наук (1936), профессор (1931). Заслуженный деятель науки БССР (1944).

## Биография
Окончил медицинский факультет Московского государственного университета (1923). С 1927 года работал в клинике кожных и венерических болезней Белгосуниверситета. С 1931 года заведующий кафедрой Минского медицинского института, одновременно (1932—1938 и 1945—1963 гг.) директор дермато-венерологического НИИ Министерства здравоохранения БССР. В 1940—1946 гг. член Президиума АН БССР.

## Научная деятельность
Основатель белорусской школы дерматовенерологов. Исследовал вопросы морфологии воспалительных процессов в коже при различных дерматозах, обмена веществ, ферментативных процессов. Обосновал новые методы диагностики и лечения кожных и венерических болезней. Применил радиоактивные изотопы и стероидные гормоны при лечении кожных болезней.
Автор свыше 230 научных работ, в том числе 5 монографий.

## Награды
Награждён орденами Ленина (1942, 1961), Трудового Красного Знамени (1944), медалями.